# 4-チオウラシル
4-チオウラシル（英語: 4-thiouracil）は、ピリミジン骨格を持つ複素環式有機化合物である。核酸塩基のウラシルの誘導体で、4位の酸素原子が硫黄に置換している。天然では4-チオウリジンヌクレオチドで見られる。